# Gimme Chocolate!!
Gimme Chocolate!! (ギミチョコ!!, Gimi Choko!!) è un singolo del gruppo musicale giapponese  Babymetal, pubblicato nel 2015 ed estratto dal loro primo album in studio, l'eponimo Babymetal.

## Tracce
- Download digitale

1. Gimme Chocolate!! (ギミチョコ！！) – 3:52

## Video
Il videoclip della canzone è stato diretto da Ryosuke Machida.

## Formazione
- Suzuka Nakamoto (SU-METAL) – voce
- Yui Mizuno (YUIMETAL) – voce, cori
- Moa Kikuchi (MOAMETAL) – voce, cori